# سحلية المجرفة

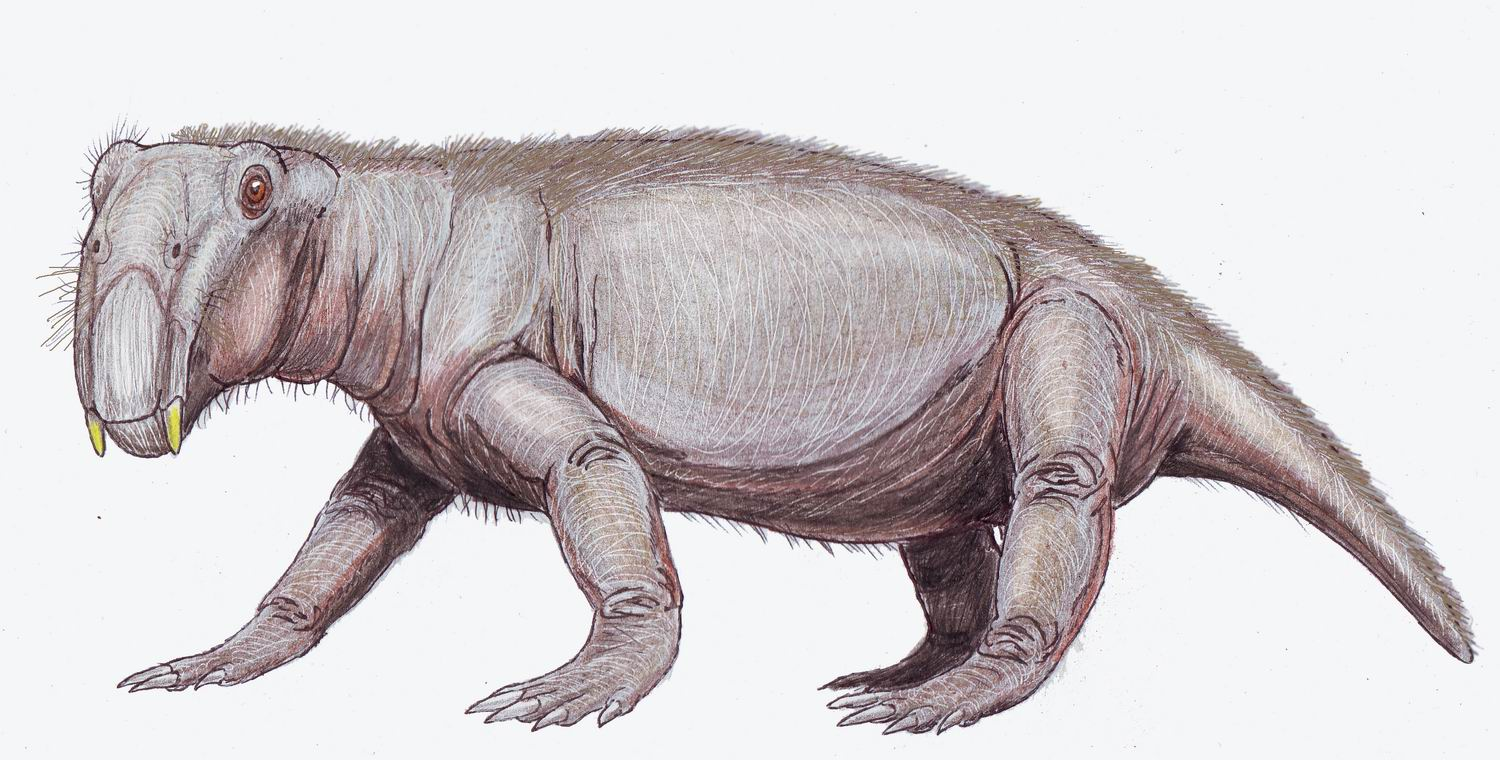
سحلية المجرفة "جورجي"

حجم الليستروسورس مقارنة بحجم الإنسان

سحلية المجرفة أو الليستروصورس (Lystrosaurus أي "سحلية الملعقة") هو جنس من الأجناس التي عاشت قبل حوالي 250 مليون سنة في ما يعرف الآن بالقارة القطبية الجنوبية، والهند، وجنوب إفريقيا. تم التعرف حاليًا على أربعة إلى ستة أنواع، وعلى الرغم من ذلك كان يعتقد من عام 1930 إلى 1970 أن عدد الأنواع قد يكون أكثر من ذلك بكثير.
كان الليستروصورس يمتلك سنين وزوج من الأنياب، ويعتقد أنه كان لها منقار قرني الذي تم استخدامه لقضم قطعة من الغطاء النباتي. كان الليستروصورس ينمو بشكل كبير وكان حجمه يقارب حجم الخنزير، وكان حيوانًا عاشبًا ما. هيكل كتفيه ومفاصل الورك تشير إلى أن الليستروصورص كان ينتقل مع مشية تشبه المشية المترامية الأطراف. ويعتقد أن هذه الحيوانات قد تم كانت تحفر بمهارة.
كان الليستروصورس أحد أكثر الفقاريات الأرضية شيوعًا في الترياسي المبكر، وهو ما يمثل ما يقرب من 95% من مجموع الأفراد في بعض الأسر الأحفورية. وقد اقترح في كثير من الأحيان أنها كانت تمتلك خصائص تشريحية مكنتها من التكيف على نحو أفضل من معظم الحيوانات من الظروف الجوية التي تم تكوينها قبل انقراض العصر البرمي الترياسي والتي استمر خلال العصر الترياسي في وقت مبكر انخفاض تركيز الأكسجين وازدياد تركيز ثاني أكسيد الكربون. ومع ذلك تشير الأبحاث الأخيرة أن هذه الميزات لم تكن أكثر وضوحًا في الليستروصورس من الأجناس التي لقت حتفها أو التي نجت لكن كانت أقل وفرة بكثير من الليستروصوريس.